# Учреждение радиовещания Южного Тироля
Учреждение радиовещания Южного Тироля (Radiotelevisione Azienda Speciale, Rundfunkanstalt Südtirol) — государственное учреждение автономной провинции Италии Больцано. Основана в 1975 году.

## Деятельность
По лицензии учреждения Австрийское радио в провинции вещает по:
- 1-я телепрограмме Австрийского радио (телепрограмме «ОРФ 1») (по системе «ДВБ-Т», ранее по системе «ПАЛ»);
- 2-я телепрограмме Австрийского радио (телепрограмме «ОРФ 2») (по системе «ДВБ-Т», ранее по системе «ПАЛ»);
- телепрограмме «ОРФ III» (по системе «ДВБ-Т»);
- 1-й программе Австрийского радио (радиопрограмме «О1»);
- Тирольской 2-й программе Австрийского радио (радиопрограмме «Радио Тироль»);
- 3-й программе Австрийского радио (радиопрограмме «О3»);
- молодёжной программе Австрийского радио (радиопрограмме «ФМ4» (только по системе «ДАБ»));

По лицензии учреждения Швейцарское общество радиовещания и телевидения вещает по:
- 1-й телепрограмме Швейцарского радио и телевидения (телепрограмме «СРФ 1») (по системе «ДВБ-Т»);
- 2-й телепрограмме Швейцарского радио и телевидения (телепрограмме «СРФ Цвай») (по системе «ДВБ-Т»);
- радиопрограмме «Радио Руманч» (только по системе «ДАБ»);
- радиопрограмме «Свисс радио Джаз» (только по системе «ДАБ»).

По лицензии учреждения Рабочее сообщество государственных телецентров ФРГ, Второе германское радио и Баварское радио вещает в провинции по:
- 1-й телепрограмме государственных радиостанций ФРГ (телепрограмма «Даз Эрсте») (по системе «ДВБ-Т»);
- программе Второго германского телевидения (телепрограмма «ЦДФ») (по системе «ДВБ-Т»);
- телепрограмма Баварского радио (телепрограмма «БР Фернзеен») (по системе «ДВБ-Т»);
- телепрограмма «3 Зат» (по системе «ДВБ-Т»);
- телепрограмма «Арте» (по системе «ДВБ-Т»);
- телепрограмма «КиКА» (по системе «ДВБ-Т»);
- 1-я программа Баварского радио (радиопрограмме «Байерн 1») (только по системе «ДАБ»);
- 2-я программа Баварского радио (радиопрограмме «Байерн 2») (только по системе «ДАБ»);
- 3-я программа Баварского радио (радиопрограмме «Байерн 3») (только по системе «ДАБ»);
- 4-я программа Баварского радио (радиопрограмме «Б4-Классик») (только по системе «ДАБ»);
- информационная программа Баварского радио (радиопрограмма «Б5 Актуэль») (только по системе «ДАБ»);

## Руководство
Руководящий орган — Административный совет (consiglio di amministrazione), часть 2/3 членов которого назначается провинциальной управой Больцано.